# Iphra epipediforma
Iphra epipediforma là một loài bọ cánh cứng trong họ Cerambycidae.